# Ben Cohen
Pour les articles homonymes, voir Cohen et Ben Cohen (entrepreneur).

a Compétitions nationales et continentales officielles uniquement.

b Matchs officiels uniquement.
Dernière mise à jour le 6 janvier 2023.
Ben Cohen, né le 14 septembre 1978 à Northampton (Angleterre), est un ancien joueur international anglais de rugby à XV, jouant au poste d'ailier. 
Il a joué pour le club des Sale Sharks après avoir évolué avec les Northampton Saints entre 2000 et 2007 et au CA Brive. 
Il est champion du monde de rugby avec l'équipe d'Angleterre en 2003. 

## Biographie
Il est le neveu de George Cohen qui a été aussi champion du monde, mais de football en 1966.
Il a eu sa première cape internationale le 5 février 2000, à l’occasion d’un match du Tournoi des Six Nations contre l'équipe d'Irlande. Il a remporté la Coupe du monde 2003 (6 matchs disputés). Il a disputé la coupe d'Europe en 2004-05 (7 matchs, 2 essais).
En mai 2011, Cohen se retire du rugby professionnel, et se consacre à la Ben Cohen StandUp Foundation qu'il a créée pour combattre les violences (bullying) scolaires et sportives, avec une attention particulière aux violences homophobes.

## Vie privée
En septembre 2013 il participe à Strictly Come Dancing 11 au côté de la danseuse Kristina Rihanoff. En janvier 2016 alors que celle-ci participe à la 17e saison de Celebrity Big Brother elle annonce être enceinte de 3 mois de Cohen.

## Statistiques

### En club
Ben Cohen participe notamment à 51 matchs de coupe d'Europe et 17 rencontres de challenge européen au cours desquels il marque respectivement 24 et 10 essais.

### En équipe nationale
En sept années, Ben Cohen dispute 57 matchs avec l'équipe d'Angleterre au cours desquels il marque trente-et-un essais (155 points). Il participe notamment à sept Tournois des Six Nations (29 matchs, 80 points, 16 essais) et à une coupe du monde en 2003 pour un total de six rencontres disputées en une participation,. 

## Palmarès

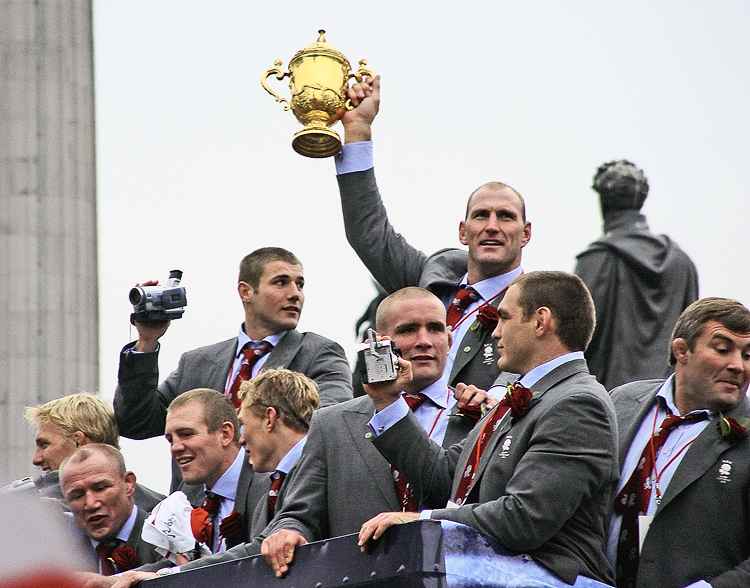
Triomphe pour les Anglais champions du monde en 2003.

### En club
- Northampton Saints
  - Vainqueur de la Coupe d'Europe en 2000

### En équipe nationale
Le joueur natif de Northampton participe à une coupe du monde, avec un titre de champion du monde 2003. Il remporte également trois tournois en 2000, 2001 et 2003, réalisant le Grand Chelem en 2003.
- Angleterre
  - Vainqueur du Tournoi des Six Nations en 2000, 2001 et 2003 (Grand Chelem)
  - Vainqueur de la Coupe du monde en 2003

#### Coupe du monde
| Édition        | Rang              | Résultats pays | Résultats B. Cohen | Matchs B. Cohen |
| -------------- | ----------------- | -------------- | ------------------ | --------------- |
| Australie 2003 | Champion du monde | 7 v, 0 n, 0 d  | 6 v, 0 n, 0 d      | 6/7             |

Légende : v = victoire ; n = match nul ; d = défaite.

#### Tournoi
| Édition          | Rang | Résultats équipe | Résultats B. Cohen | Matchs B. Cohen |
| ---------------- | ---- | ---------------- | ------------------ | --------------- |
| Six nations 2000 | 1    | 4 v, 0 n, 1 d    | 4 v, 0 n, 1 d      | 5/5             |
| Six nations 2001 | 1    | 4 v, 0 n, 1 d    | 4 v, 0 n, 0 d      | 4/5             |
| Six nations 2002 | 2    | 4 v, 0 n, 1 d    | 4 v, 0 n, 1 d      | 5/5             |
| Six nations 2003 | 1    | 5 v, 0 n, 0 d    | 4 v, 0 n, 0 d      | 4/5             |
| Six nations 2004 | 3    | 3 v, 0 n, 2 d    | 3 v, 0 n, 2 d      | 5/5             |
| Six nations 2005 | 4    | 2 v, 0 n, 3 d    | 0 v, 0 n, 1 d      | 1/5             |
| Six nations 2006 | 4    | 2 v, 0 n, 3 d    | 2 v, 0 n, 3 d      | 5/5             |

Légende : v = victoire ; n = match nul ; d = défaite ; la ligne est en gras quand il y a grand chelem.